# Rantau Gedang (Bathin Viii)
Rantau Gedang is een bestuurslaag in het regentschap Sarolangun van de provincie Jambi, Indonesië. Rantau Gedang telt 1363 inwoners (volkstelling 2010).